# Корнієвка (Казахстан)
Корні́євка (каз. Корнеев) — село у складі Єсільського району Північноказахстанської області Казахстану, в минулому центр ліквідованого Московського району. Адміністративний центр Корнієвського сільського округу.
Населення — 1969 осіб (2021; 2133 у 2009, 2829 у 1999, 4112 у 1989).
Національний склад станом на 1989 рік:
- німці — 77 %.